# Santa Inês (kommun i Brasilien, Maranhão, lat -3,76, long -45,40)
Santa Inês är en kommun i Brasilien.   Den ligger i delstaten Maranhão, i den nordöstra delen av landet, 1 400 km norr om huvudstaden Brasília. Antalet invånare är 78 182.
Följande samhällen finns i Santa Inês:
- Santa Inês

Omgivningarna runt Santa Inês är huvudsakligen savann. Runt Santa Inês är det ganska glesbefolkat, med 42 invånare per kvadratkilometer.